# Puente del Barranco del Río Nuevo
El puente del Barranco del Río Nuevo (del inglés: New River Gorge Bridge) es un puente en arco hecho de acero, de 924 m de largo sobre el río Nuevo, está situado en las montañas Apalaches, cerca del condado de Fayette, estado de Virginia Occidental, en el este de Estados Unidos.
Con un arco de 518 m de largo, fue durante muchos años el puente en arco de un solo tramo más largo del mundo; en la actualidad es el cuarto más largo.
El puente forma parte de la denominada Ruta 19 de Estados Unidos, que conecta el golfo de México con el lago Erie. La construcción del puente salvó el escarpado barranco que forma el río Nuevo en esta zona que hacía muy complicado cruzar su cauce. Las montañas que forman el cañón sirven de sólidos estribos para el arco que forma el puente y proporcionan la resistencia suficiente para la longitud del mismo. Supuso un gran avance en el sistema de comunicaciones de esta área. El puente es atravesado por un promedio de 16.200 vehículos a motor al día.
La vía del puente discurre a 267 m sobre el río New, lo que supone uno de los puentes para vehículos más altos del mundo. En 2005, la estructura se ganó la atención en Estados Unidos, cuando la Casa de la Moneda de este país emitió la moneda conmemorativa del programa de los cuartos de dólar de los 50 estados correspondiente a Virginia Occidental, que representa este puente en una de sus caras. En 2013, fue inscrito en el Registro Nacional de Lugares Históricos.
| Predecesor: Puente Bayonne (Bayonne) | Puente en arco más largo del mundo 1977-2003 | Sucesor: Puente Lupu (Shanghái) |